# Oshino
Oshino (jap. 忍野村 Oshino-mura) – wieś w Japonii, na wyspie Honsiu, w prefekturze Yamanashi. Według danych na rok 2020 miejscowość zamieszkiwało 9 237 mieszkańców , a gęstość zaludnienia wyniosła 368,7 os./km².